# John Penrose
John Penrose, född 5 maj 1850, död 21 april 1932, var en brittisk bågskytt. Han deltog vid olympiska sommarspelen 1908.